# Sylvilagus
I conigli dalla coda di cotone o silvilaghi sono 16 specie di lagomorfi del genere Sylvilagus che vivono nelle Americhe.
Nell'aspetto la maggior parte dei silvilaghi ricordano il coniglio europeo selvatico (Oryctolagus cuniculus). La maggior parte dei membri del genere hanno un mozzicone di coda con la parte inferiore bianca che mostrano quando si ritirano, dando a questi il nome di «coda di cotone». Comunque, questo aspetto non è presente in tutti i silvilaghi (per esempio, la parte inferiore della coda del coniglio delle boscaglie è grigia), né è unico del genere (per esempio, anche il coniglio europeo ha un codino bianco).
Il genere è largamente diffuso attraverso il Nordamerica, l'America Centrale e alcune parti del Sudamerica, sebbene la maggior parte delle specie sia confinata in regioni particolari. La maggior parte (ma non tutte) delle specie vivono in nidi chiamati covi e tutti partoriscono piccoli nidicoli.
I silvilaghi mostrano una maggiore resistenza alla mixomatosi.

## Specie
- Genere Sylvilagus 
  - Sottogenere Tapeti
    - Coniglio delle paludi, Sylvilagus aquaticus
    - Tapeti, Sylvilagus brasiliensis
    - Silvilago di Dice, Sylvilagus dicei
    - Silvilago di Omilteme, Sylvilagus insonus
    - Coniglio degli acquitrini, Sylvilagus palustris
      - Sylvilagus palustris hefneri (chiamato così in onore di Hugh Hefner)[3]
      - Sylvilagus palustris paludicola
      - Sylvilagus palustris palustris

    - Coniglio dei bassopiani venezuelano, Sylvilagus varynaensis

  - Sottogenere Sylvilagus
    - Silvilago del deserto, Sylvilagus audubonii
    - Silvilago dei monti Manzano, Sylvilagus cognatus
    - Silvilago messicano, Sylvilagus cunicularius
      - Sylvilagus cunicularius cunicularius
      - Sylvilagus cunicularius insolitus
      - Sylvilagus cunicularius pacificus

    - Silvilago orientale, Sylvilagus floridanus
      - Sylvilagus floridanus alacer
      - Sylvilagus floridanus ammophilus
      - Sylvilagus floridanus avius
      - Sylvilagus floridanus aztecus
      - Sylvilagus floridanus chapmani
      - Sylvilagus floridanus chiapensis
      - Sylvilagus floridanus cognatus
      - Sylvilagus floridanus connectens
      - Sylvilagus floridanus continentis
      - Sylvilagus floridanus costaricensis
      - Sylvilagus floridanus cumanicus
      - Sylvilagus floridanus floridanus
      - Sylvilagus floridanus hesperius
      - Sylvilagus floridanus hitchensi
      - Sylvilagus floridanus holzneri
      - Sylvilagus floridanus hondurensis
      - Sylvilagus floridanus llanensis
      - Sylvilagus floridanus mallurus
      - Sylvilagus floridanus margaritae
      - Sylvilagus floridanus mearnsi
      - Sylvilagus floridanus nelsoni
      - Sylvilagus floridanus nigronuchalis
      - Sylvilagus floridanus orinoci
      - Sylvilagus floridanus orizabae
      - Sylvilagus floridanus paulsoni
      - Sylvilagus floridanus purgatus
      - Sylvilagus floridanus restrictus
      - Sylvilagus floridanus robustus
      - Sylvilagus floridanus russatus
      - Sylvilagus floridanus similis
      - Sylvilagus floridanus subcinctus
      - Sylvilagus floridanus superciliaris
      - Sylvilagus floridanus valenciae
      - Sylvilagus floridanus yucatanicus

    - Coniglio delle Tres Marias, Sylvilagus graysoni
      - Sylvilagus graysoni graysoni
      - Sylvilagus graysoni badistes

    - Silvilago di montagna, Sylvilagus nuttallii
      - Sylvilagus nuttallii nuttallii
      - Sylvilagus nuttallii pinetis
      - Sylvilagus nuttallii grangeri

    - Silvilago degli Appalachi o, più raramente, silvilago degli Allegheny, Sylvilagus obscurus
    - Coniglio robusto, Sylvilagus robustus
    - Silvilago del New England, Sylvilagus transitionalis

  - Sottogenere Microlagus
    - Coniglio delle boscaglie, Sylvilagus bachmani
      - Sylvilagus bachmani bachmani
      - Sylvilagus bachmani cinerascens
      - Sylvilagus bachmani peninsularis
      - Sylvilagus bachmani cerrosensis
      - Sylvilagus bachmani ubericolor
      - Sylvilagus bachmani exiguus
      - Sylvilagus bachmani mariposae
      - Sylvilagus bachmani virgulti
      - Sylvilagus bachmani howelli
      - Sylvilagus bachmani macrorhinus
      - Sylvilagus bachmani riparius
      - Sylvilagus bachmani tehamae
      - Sylvilagus bachmani rosaphagus

    - Coniglio delle boscaglie di San Jose, Sylvilagus mansuetus